# 曲吉山
曲吉山（1965年10月—），男，汉族，中华人民共和国政治人物。曾任中央纪委国家监委第四监督检查室主任，现任中央纪委国家监委驻中国人民银行纪检监察组组长，中国人民银行党委委员。中国共产党第二十届中央纪律检查委员会委员。